# Calavanté
Calavanté là một xã thuộc tỉnh Hautes-Pyrénées trong vùng Occitanie tây nam nước Pháp. Khu vực này có độ cao trung bình 303 mét trên mực nước biển. Dân số theo điều tra năm 1999 của INSEE là 186 người.